# Лейтенант Пущин (міноносець)
«Лейтенант Пущін» — міноносець типу «Лейтенант Пущін». Брав активну участь у воєнних діях в роки Першої світової війни, в тому числі найактивніше показав себе, як бойовий корабель-міноносець під час проведення Ерзурмської наступальної операції. Терміни служби — 1903—1916 р.р.

## Тактико-технічна характеристика
Водотоннажність: 450 т.
Розміри: довжина — 65,8 м, ширина — 6,4 м, осадка — 2,85 м.
Швидкість ходу максимальна: 24 вузла.
Дальність плавання: 1370 миль при 12 вузлах.
Силова установка: 2 вертикальні парові машини потрійного розширення, 4 котла, 2 гвинта, 6000 к.с.
Озброєння: 2х1 75 мм гармати, 4х1 7,62-мм кулемета, 2х1 надводних 457-мм торпедних апарату;
з 1912 року: 2х1 75 мм гармати, 2х1 надводних 457-мм торпедних апарати, 18 хв загородження;
з 1916 року: 2х1 75 мм гармати, 3х1 7,62-мм кулемета, 2х1 надводних 457-мм торпедних апарати, 18 хв загородження.
Екіпаж: 72 чол.

## Будівництво корабля
Будувався по суднобудівній програмі того часу з 1882—1902 р.р. Спочатку планувався будуватися в Балтиці, а потім переправляти корабель на Чорне море. Але через великі дипломатичні обставини пов'язані з переправою кораблів через протоку Босфор і Дарданелли, Морське відомство передало замовлення на виробництво цього судна — Південним заводам . Корабель відповідно до вимог за кресленнями 350 тонного міноносця класу «Буйний». У відмінності від прототипу, приміщення для офіцерів було переплановане на окремі каюти, винесено на верхню палубу камбуз, розширено ходовий місток, встановлено грот-щоглу, прибраний також носовий мінний (торпедний) апарат, боєзапас торпед зменшили до чотирьох і вже в процесі будови, калібр торпедних апаратів збільшили до 457 мм.

## В Чорноморському флоті
Починаючи з 13 липня 1903 року був зарахований до списку суден Чорноморського флоту, 17 січня 1904 року закладено на стапелі заводу «Наваль» Товариства Миколаївських заводів і верфей в місті Миколаїв, після чого спущений на воду в листопаді 1904 року. Став до строю в серпні 1907 року.
З 7 квітня 1907 року — носить назву «Лейтенант Пущін».
До 10 жовтня 1907 року відносився до категорії міноносців. Пройшов капітальний ремонт корпусу і механізмів в 1910—1912 р.р. в Севастопольському порту, де було замінено котли та артилерійське озброєння.

## В роки Першої світової війни
На початку війни, перебуваючи в складі охоронного дивізіону («Живучий» і «Жаркий»), при спробі атакувати торпедами германо-турецький лінійний крейсер «Гебен», отримав серйозні пошкодження, що призвело до зруйнування носового краю корпусу і містка. Був змушений відійти на ремонт, в якому перебував 20 діб.
В період Першої світової війни активно брав участь в набігових операціях на комунікації та узбережжя противника, надавав артилерійську підтримку приморським флангам військ Кавказького фронту, забезпечував і прикривав від військових нападів інших сил флоту.
З 10 січня по 16 лютого 1916 року проводив активні воєнні дії в Ерзерумській наступальній операції. Разом з іншими кораблями знищив до сорок шість турецьких вітрильників.
9 березня 1916 року при розвідувальному плаванні в районі Варни, в районі мису Іланджік, підірвався на болгарській міні загородження, від вибуху розколовся навпіл і затонув.